# František Houser
František Houser (28. března 1864 Krč – 27. května 1934 Praha-Hodkovičky) byl československý politik a poslanec Národního shromáždění republiky Československé za Československou sociálně demokratickou stranu dělnickou a následně za KSČ.

## Biografie
V letech 1918-1920 zasedal v Revolučním národním shromáždění. V parlamentních volbách v roce 1920 získal poslanecké křeslo v Národním shromáždění. Byl jedním ze spolutvůrců nepřijatého zákona o odluce církve a státu. Podle údajů k roku 1920 byl profesí ředitelem občanské školy v Praze.
Zemřel v květnu 1934 a 5. června byl zpopelněn v pražském krematoriu.